# Pyrgus onopordi
Pyrgus onopordi — вид денних метеликів родини головчаків (Hesperiidae).

## Поширення
Вид поширений у Центральній і Південній Європі (Австрія, Хорватія, Франція, Німеччина, Італія, Португалія, Словенія, Іспанія, Швейцарія та Нідерланди) і в Північній Африці (Алжир і Марокко). Ці метелики населяють квітучі луки, гарячі сухі трав'янисті луки та струмки на висоті 0–2000 метрів над рівнем моря.

## Опис
Розмах крил сягає 22—28 мм. Верхня частина передніх і задніх крил темно-коричнева або кольору хакі з легким жовтуватим відтінком, білі плями і біла бахрома по краю. Нижня сторона задніх крил світло-жовто-коричнева, вкрита мармуром, з кількома великими білими плямами, включно з характерним дисковим слідом у формі ковадла, обрамленим темними лініями в четвертій і п'ятій комірках. Самиці темніші і зазвичай більші за самців. На відміну від більшості європейських видів Pyrgus, цього головчака зазвичай можна легко ідентифікувати в полі, оскільки він помітно блідіший за своїх однорідних. Це пов'язано з сильним напиленням жовтуватих лусочок, які перекривають темно-коричневий основний колір.
Яйця жовтуваті, округлі, сплюснуті з обох кінців, на поверхні до двадцяти потужних поздовжніх ребер. Гусениці від світло- до темно-коричневого кольору з яскравими бічними лініями. Голова чорна. Лялечки блакитнуваті з дуже контрастним малюнком.
Цей вид досить схожий на Pyrgus carlinae, Pyrgus cirsii, Pyrgus cinarae, Pyrgus malvae, Pyrgus alveus, Pyrgus andromedae, Pyrgus cacaliae, and Spialia sertorius.

## Спосіб життя
Буває два-три покоління за рік. Імаго літають між квітнем і жовтнем. Кормовими рослинами для личинок є різні види перстачу (Potentilla reptans, Potentilla pusilla, Potentilla hirta), Malva neglecta, Malva parviflora, Malope malacoides, та види сонцецвіту (Helianthemum apenninum, Helianthemum hirtum).